# Gad (prophète)
Pour les articles homonymes, voir Gad.
Ne pas confondre avec Gad, fils de Jacob.

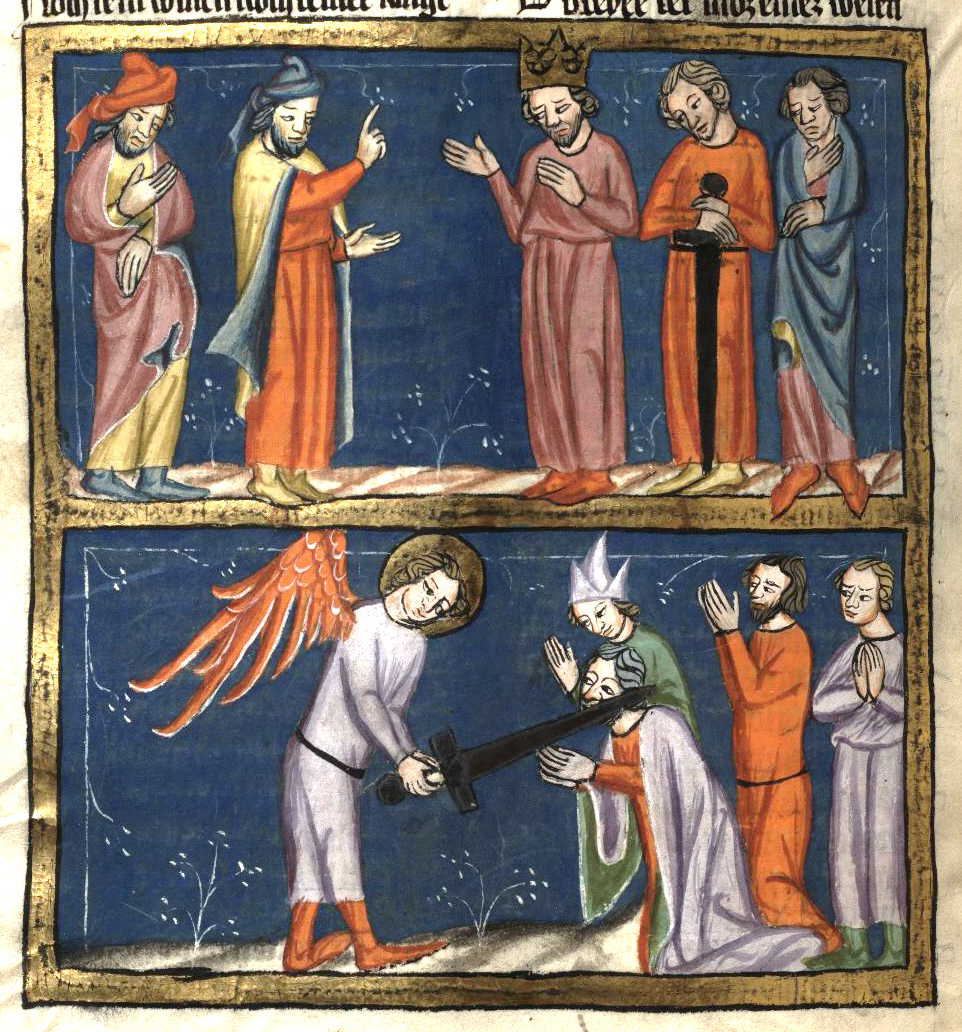
Miniature du haut : le prophète Gad devant le roi David. Chronique Universelle de Rodolphe d'Ems, manuscrit anonyme du XIVe siècle, bibliothèque universitaire de Fulda.

Gad est un personnage de la Bible hébraïque. Comme Nathan, c’est l'un des prophètes personnels attachés au roi David d'Israël, et qui selon la tradition, a participé à l'écriture des livres de Samuel. La première mention de son nom se trouve dans 1S 22,5 lorsqu'il demande à David de retourner sur les terres de Juda.
Il est surtout fait référence à Gad de 2S 24,11 à 2S 24,13 : après que David a confessé avoir commis le péché de dénombrer les populations d'Israël et de Juda, Dieu lui envoie Gad pour lui proposer trois formes de punition. Gad est à nouveau évoqué dans 2S 24,18, lorsqu'il dit à David de construire un autel pour remercier Dieu d'avoir mis fin à la peste qu'il avait finalement choisie parmi les trois fléaux.
Une tombe située à Halhul, près d'Hébron en Cisjordanie, est attribuée à Gad.
Des textes de la main de Gad, sous forme de chroniques, sont mentionnés dans le Premier livre des Chroniques (1Ch 29,29) : c'est un texte généralement considéré comme perdu.
« Les actions du roi David, les premières et les dernières, sont écrites dans le Livre de Samuel le voyant (en), dans le Livre de Nathan le prophète (en), et dans le Livre de Gad le prophète (en). »